# Direkt36.hu
A Direkt36 egy oknyomozó újságírói központ, amely elsősorban állami visszaélések felderítésével, illetve a gyűjtött információk közzétételével foglalkozik. Partnere a 444.hu és a Telex.hu híroldal.

## Története
A Direkt36-ot egykori Origo-újságírók – Sáling Gergő, Weyer Balázs és Pethő András – alapították. Új oknyomozói csoport alakítására 2015. január 22-én közösségi finanszírozási kampányt indítottak, amelynek a célja egy hónap alatt 20 000 euró kezdőtőke összegyűjtése volt, de a célt már február elejére elérték. A kampányban végül több mint 900 támogatótól 8,8 millió forintnyi felajánlást kaptak.
A stábhoz 2015 februárjában csatlakozott Zöldi Blanka, majd később Panyi Szabolcs, Wirth Zsuzsanna és Szabó András.

## Tevékenysége

### Témái
Célja a hatalom birtokosainak ellenőrzése, visszaéléseinek feltárása. Munkatársai ennek érdekében adatbázisokat, tanulmányokat dolgoznak fel, amelyre általában egy híroldal szerkesztőségének nincs kellő erőforrása.
Fő témáik a hazai közpénzek körüli visszásságok, offshore-ügyletek, a magyarországi orosz befolyás, a kormánytagok vagyongyarapodása, az EU-támogatások illetve a letelepedési kötvények.

### Finanszírozása
1%-os kampányát a Független Újságírók Alapítványán keresztül végzi. A nonprofit szervezet működési költségeit kistámogatókra alapozva és más alapítványok támogatásából igyekeznek biztosítani. Emellett piaci tevékenységként kutatási szolgáltatásokat kínál.
Támogatói között van a Creditexpress Group, a Fritt Ord, az Internews, a Nyílt Társadalom Alapítványok, a Real Reporting Foundation, és a Rockefeller Brothers Fund.

### Kiadványai
Cikkeit, eredményeit saját felületén is közzéteszi, de elsősorban nagy eléréssel rendelkező más szerkesztőségeknek nyújt tartalomszolgáltatást. Jellemző partnere a 444.hu. Közéleti témák mellett újságírószakmai ismeretterjesztéssel is foglalkozik, ennek keretében több cikket közöltek a Független Médiaközpont oldalán, és több ilyen témájú műhelyfoglalkozást is tartottak.
2021 óta a Telex.hu internetes újságban külön rovataként is megjelennek írásaik.